# Vingt-Hanaps

Vingt-Hanaps este o comună în departamentul Orne, Franța. În 1 ianuarie 2018 avea o populație de 443 de locuitori.